# Sigela ormenis
Sigela ormenis är en fjärilsart som beskrevs av William Schaus 1914. Sigela ormenis ingår i släktet Sigela och familjen nattflyn. Inga underarter finns listade i Catalogue of Life.